# Urtica massaica
Urtica massaica är en nässelväxtart som beskrevs av Gottfried Wilhelm Johannes Mildbraed. Urtica massaica ingår i släktet nässlor, och familjen nässelväxter. Inga underarter finns listade i Catalogue of Life.